# Jørgen Schönherr
Jørgen Schönherr (ur. 1957) – duński żeglarz sportowy. Złoty medalista mistrzostw świata w klasach Dragon, Latający Holender oraz 5O5.

## Wyniki
Tabele zawierają tylko wybrane regaty.

### Klasa Dragon
| Rok  | Kraj     | Miejsce   | Miejsce regat   | Wynik | Regaty             | Punkty | Startujących |
| ---- | -------- | --------- | --------------- | ----- | ------------------ | ------ | ------------ |
| 2005 | Niemcy   | Lubeka    | morze Bałtyckie | złoto | Mistrzostwa świata |        |              |
| 2009 | Holandia | Medemblik |                 | brąz  | Mistrzostwa świata |        |              |

### Klasa Latający Holender
| Rok  | Kraj            | Miejsce           | Miejsce regat | Wynik | Regaty             | Punkty | Startujących |
| ---- | --------------- | ----------------- | ------------- | ----- | ------------------ | ------ | ------------ |
| 1985 | Włochy          | Gargnano          |               | złoto | Mistrzostwa świata |        |              |
| 1999 | Wielka Brytania | Lee-on-the-Solent |               | złoto | Mistrzostwa świata |        |              |
| 2000 | Włochy          | Rio Marina        |               | brąz  | Mistrzostwa Europy |        |              |

### Klasa 5O5
| Rok  | Kraj              | Miejsce       | Miejsce regat | Wynik  | Regaty                                                   | Punkty | Startujących | Załogant            |
| ---- | ----------------- | ------------- | ------------- | ------ | -------------------------------------------------------- | ------ | ------------ | ------------------- |
| 1981 | Stany Zjednoczone | San Francisco |               | brąz   | Mistrzostwa świata                                       | 46     | 86           | Anders Kæmpe        |
| 1990 | Kanada            | Portsmouth    |               | srebro | Mistrzostwa świata                                       | 29     | 76           | Anders Kæmpe        |
| 1991 | Szwecja           | Göteborg      |               | brąz   | Mistrzostwa świata                                       | 44     | 83           | Anders Kæmpe        |
| 1992 | Stany Zjednoczone | Santa Cruz    |               | srebro | Mistrzostwa świata                                       | 34     | 85           | Michael Paulsen     |
| 1992 | Dania             | Hellerup      |               | brąz   | Mistrzostwa Europy                                       | 15     | 44           | Michael Paulsen     |
| 1993 | Niemcy            | Travemünde    |               | brąz   | Mistrzostwa świata                                       | 33     | 90           | Michael Paulsen     |
| 1994 | Południowa Afryka | Durban        |               | brąz   | Mistrzostwa świata                                       | 27     | 41           | Michael Paulsen     |
| 1994 | Holandia          | Medemblik     |               | złoto  | Mistrzostwa Europy                                       |        |              | Anders Kæmpe        |
| 1998 | Szwecja           | Aarhus        |               | brąz   | Mistrzostwa Szwecji                                      | 13     | 11           | Anders Kæmpe        |
| 1998 | Dania             |               | jezioro Esrum | złoto  | Mistrzostwa Danii                                        | 7      | 15           | Jacob Bojsen-Møller |
| 1998 | Włochy            | Garda         | Lago di Garda | srebro | Regaty cyklu pucharu Europy                              |        | 36           | Jacob Bojsen-Møller |
| 1999 | Dania             | Hornbæk       |               | złoto  | Mistrzostwa Danii                                        | 9      | 15           | Anders Kæmpe        |
| 1999 | Francja           | Quiberon      |               | brąz   | Mistrzostwa świata                                       | 25     | 157          | Anders Kæmpe        |
| 1999 | Włochy            | Garda         | Lago di Garda | brąz   | Regaty cyklu pucharu Europy                              | 13     | 49           | Anders Kæmpe        |
| 2000 | Dania             |               |               | złoto  | Mistrzostwa Skandynawii oraz regaty cyklu pucharu Europy |        |              | Anders Friis        |
| 2000 | Dania             | Aarhus        |               | złoto  | Mistrzostwa Danii                                        | 10     | 15           | Anders Kæmpe        |